# 悲しきスリジーン
「悲しきスリジーン」（かなしきスリジーン、原題: Boom Town）は、イギリスのSFテレビドラマ『ドクター・フー』のシリーズ1第12話。2005年6月4日にBBC Oneで放送され、脚本はエグゼクティブ・プロデューサーのラッセル・T・デイヴィス、監督はジョー・アハーネが担当した。
舞台は21世紀初頭のカーディフで、2005年のエピソード「宇宙大戦争の危機」から半年後である。マーガレット・ブレインという名前の犯罪エイリアンスリジーンが異星人のタイムトラベラー9代目ドクターに捕らえられ、自由を得ようとする。
「悲しきスリジーン」はポール・アボットが執筆したエピソードを置き換えたものであり、彼は他の脚本の委任があったために放棄せざるを得なかった。デイヴィスはマーガレット・スリジーン役のアネット・バッドランドの演技を気に入ったため、シリーズ1第4話「UFO ロンドンに墜落」と第5話「宇宙大戦争の危機」からマーガレットを再登場させることに焦点を当てた違う物語を執筆すると決めた。主にデイヴィスはドクターの行動の結果を吟味し、彼に敵を殺す権利があるか問題提起しようとした。また本エピソードは、復活した『ドクター・フー』が制作され、2005年2月に収録が行われたカーディフを紹介する意図もあった。「悲しきスリジーン」はイギリスで768万人の視聴者を獲得し、賛否の入り混じった評価を受けた。

## 制作

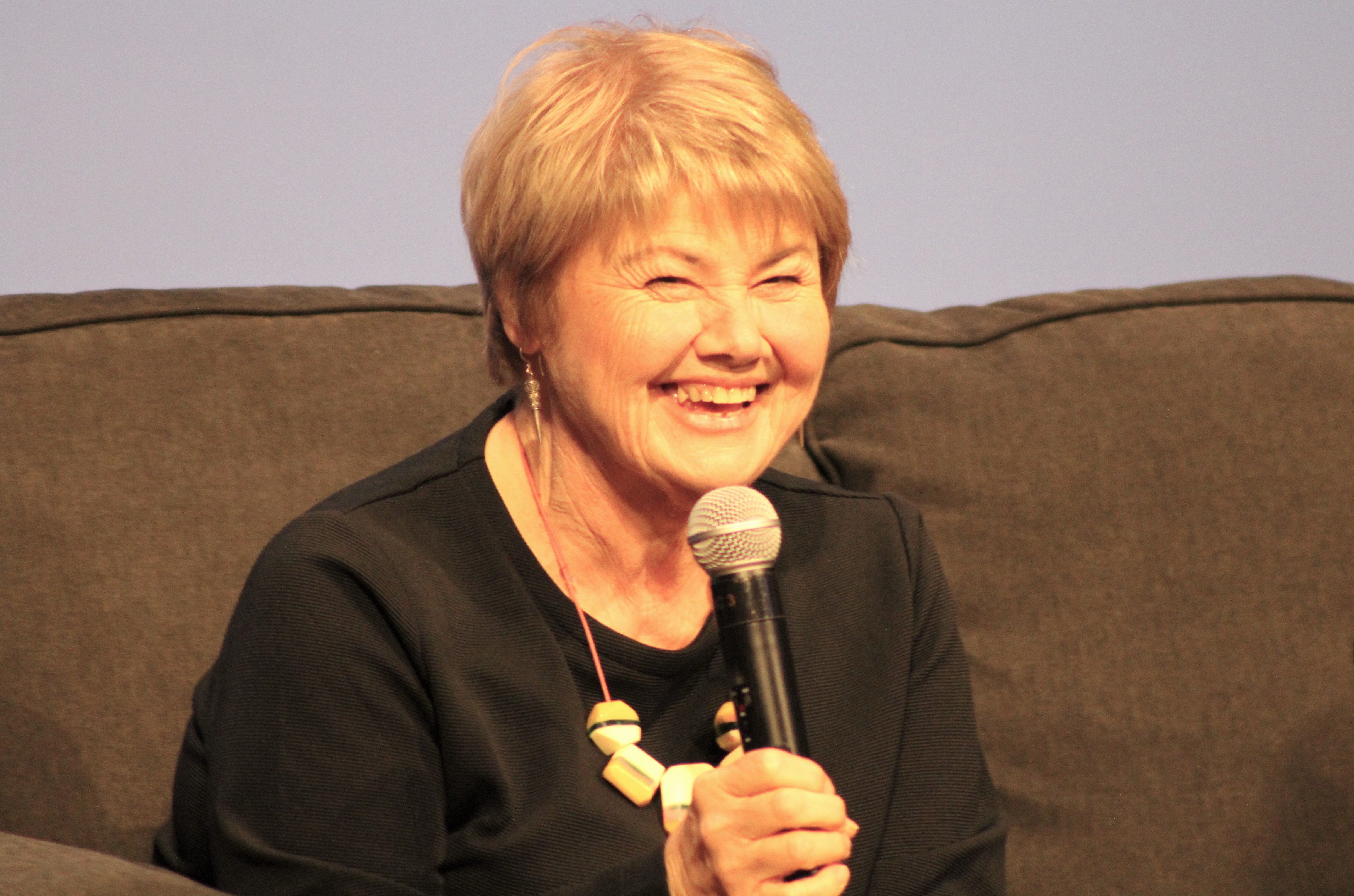
マーガレット・ブレインを演じたアネット・バッドランド

『Doctor Who Magazine』が行ったエグゼクティブ・プロデューサー兼脚本家ラッセル・T・デイヴィスとのインタビューによると、本エピソードは元々彼の友人で元同僚であった、極めて名声の高く賞も受賞している脚本家ポール・アボットにオファーが送られていた。彼は受諾してストーリーラインを提出し、ローズは完璧なコンパニオンを作ろうとドクターが行った実験で生み出されたことを明かした。このエピソードのタイトルは "The Void" であった。しかしアボットは他に委託された脚本があったためプロジェクトを放棄せざるを得ず、デイヴィスが代わりに「悲しきスリジーン」を執筆した。彼は少ない台詞ではあったものの「UFO ロンドンに墜落」と「宇宙大戦争の危機」でブレインを演じたバッドランドの演技を気に入り、彼女を再出演させた。ミスター・クリーバーを演じた俳優ウィリアム・トーマスは以前にクラシックシリーズの Remembrance of the Daleks にマーティン役で出演していた。彼は新旧『ドクター・フー』のいずれにも出演した初めての役者となった。後に彼は『ドクター・フー』のスピンオフシリーズ『秘密情報部トーチウッド』でグウェン・クーパーの父ゲラント・クーパーを演じた。
デイヴィスは元々本作のタイトルを "Dining with Monsters" にするつもりだったと述べ、もっと良いタイトルは "What should we do with Margaret?" だろうとジョークを飛ばした。デイヴィスは「悲しきスリジーン」をドクターに誰かを死に追いやる権利があるかを深掘りするエピソードにしようとし、さらにマーガレットに最後に対面するドクターの行動の結果を示そうともした。このストーリーラインは戦争の雰囲気を帯びたエクルストンのドクターに合致していた。ドクターがもたらす結果はローズのボーイフレンドであるミッキーを通しても探求がなされており、彼はローズが近くに居ないために振り回されていた。本エピソードの解決策はマーガレットをターディスの力で卵に退行させて新たな人生を歩ませるという明らかなデウス・エクス・マキナであったが、ターディスのサイキックリンクが既に確立されていたため、どこからともなくアイディアが湧いたわけではないとデイヴィスは強調した。
「悲しきスリジーン」のシーンの多くは2005年2月にカーディフ湾で撮影され、特にウェールズ・ミレニアム・センターの正面で撮影されたシーンもある。ドクターがウェールズの新聞 Western Mail を読むシーンも見られ、これはシリーズがウェールズで制作されクルーメンバーにもウェールズ人が多いことから、ウェールズの文化を取り入れたかったためであるとデイヴィスは語った。また、彼は風景の美しさも可能な限り視聴者に見せようとも考えた。ローズとミッキーが Roald Dahl Plass（ウェールズ・ミレニアム・センターの前に広がる広場）でウォータータワーの前にいる夜のシーンは、気温の低さゆえに噴水が自動的に止まってしまい、撮影に二晩を要した。ドクターとマーガレットの夕食のシーンは2005年1月にカーディフのレストランであるビストロ10で撮影され、これは他のシーンに先駆けての収録であった。同時期にパイパーとバロウマンは「空っぽの少年」の収録を行っていた。これはバッドランドのスケジュールとの兼ね合いであった。スケジュールの一部はパイパーの叔父の逝去のため再編成され、エピソード終盤近くの一部シーンでは彼女とエクルストンに代わって他の俳優が演技を行った。マーガレットが変化した卵は「地球最後の日」に登場した卵を再利用したものであった。

### 連続性
今回登場した時空間の裂け目は「にぎやかな死体」で登場したものである。マーガレットは子どもの頃に毒を持つ蛆に捕食される脅威に晒されていたと語っており、そのような生物は初代ドクターのシリーズ The Web Planet (1965) に登場する。

## 放送と評価
「悲しきスリジーン」はイギリスでは2005年6月4日にBBC Oneで初めて放送された。本エピソードは713万人の視聴者と36.95%の番組視聴占拠率を獲得し、過去2週を上回った。最終的な視聴者数は768万人に達した。日本では2006年11月7日にNHK衛星第2テレビジョンで初放送され、地上波ではNHK教育テレビジョンにより2007年11月6日に放送された。10月30日の放送は『BSドキュメンタリー』「アジアに生きる子どもたち 友達とまた遊びたい〜フィリピン・農地改革に揺れる島で〜」の放送により休止となった。2011年3月20日には LaLa TV で放送された。
『SFX』は「悲しきスリジーン」をフォーマットを崩すエピソードであると表現した。批評家は夕食のシーンを含めて道徳的ジレンマを高く評価したものの、「確実にある程度勢いを失い、多くの要素が深掘りされないままになっている」と欠点を認めた。マーガレットを卵に戻すという結末は、手軽すぎる上にドクターにジレンマから脱出する道を与えてしまっていると批判し、ローズとミッキーが近い距離にいた証拠が欠けているため二人のストーリー展開も弱いとした。『Now Playing』誌のアーノルド・T・ブランバーグは「悲しきスリジーン」の評価をB+とし、一部のプロットと論理を犠牲にしてはいるがキャラクターと本筋を良く纏めたと綴った。彼は劇中の会話やマレイ・ゴールドの音楽を称賛した。『Digital Spy』誌のデック・ホーガンはより否定的な見解であり、本作を本当に駄目だと感じ、マーガレットを再登場させたことを貧相なアイディアと酷評し、物語のペースも批判した。
2013年に『ラジオ・タイムズ』誌のパトリック・マルケーンはバッドランドと夕食のシーンを特に称賛したものの、本作をスティーヴン・モファットの『ドクター・フー』デビューとラッセル・T・デイヴィスのドラマチックなフィナーレに挟まれた妙なショートスーリーで、低カロリーの充填剤と表現した。『The A.V. Club』誌の批評家アラスター・ウィルキンスは本作にBの評価を与え、普段よりも信じることを止める必要があると綴った。エピソードが登場人物に焦点を当てている間にもプロットは必然性に組み込まれるものだが、マーガレットの運命に明確な動機付けがなされていないため「父の思い出」ほど上手く機能しなかったと彼は感じた。一方でウィルキンスはローズとミッキーのストーリー展開を「悲しきスリジーン」で最も効果的に処理された部分であるとした。新シリーズのガイドブック Who Is the Doctor では、著者ロバート・スミスがデウス・エクス・マキナな結末を良いプロットではないとして不満を抱いたものの、「悲しきスリジーン」を非常に面白く考えさせられるエピソードであると表現した。彼はキャラクター要素とコメディを称賛した。彼の共著者グレアム・バークはそこまで熱意がなく、面白いドタバタ劇に過ぎないと表現した。彼は本作に数多くの良いシーンがあると認めた上でリアルな物語ではないと感じ、決定がドクターの手に委ねられていないため道徳的ジレンマの重要性が低いことを指摘した。